# Patrik Mennander
Patrik Mennander (n. Juva, Finlandia; 8 de enero de 1976) es un cantante finlandés, conocido por su participación en la banda de metal industrial Ruoska.

## Biografía
Mennander nació en Finlandia en 1976. Realizó el servicio militar, permaneciendo en el ejército hasta 1997. Al año siguiente forma la banda de Punk/Rock cómico Natsipaska junto a Anssi Auvinen, Mika Kamppi y Sami Karppinen. La misma formación que luego daría vida a Ruoska.
Por aquellos años también se une al grupo de metal gótico Reduced to Ash, en el cual compartiría escenario con Kai Ahvenranta, otro músico que colaboraría con Natsipaska y Ruoska en los años venideros. Junto a este proyecto apenas lanza un álbum de estudio y dos sencillos.
Para el año 2000, Natsipaska anuncia un receso indefinido dejando a su haber tres álbumes de estudio y unos cuantos sencillos y EP.
Ya en 2002 y en conjunto con sus excompañeros de banda, dan inicio a un nuevo proyecto llamado Ruoska, en el que en un principio recogía un sonido similar al de Natsipaska y lo mezclaba con secuencias y sintetizadores típicos de la música electrónica e industrial, lanzando ese mismo año su álbum debut Kuori.
Entre 2003 y 2004, Patrik se ausenta del trabajo en Ruoska para dedicarse por completo a un nuevo grupo al cual fue invitado. Se trata de Battlelore, banda de metal sinfónico con la cual alcanzó a participar en sus dos primeros discos: ...Where the Shadows Lie y Sword's Song.
Tras este breve paso por Battlelore, Mennander regresa a Ruoska para continuar allí su carrera como cantante.
Patrik también es conocido por ser el dueño de un estudio de tatuajes en Mikkeli llamado His Master's Tattoo.

## Discografía

### ConRuoska
- 2002: Kuori
- 2003: Riisu
- 2005: Radium
- 2006: Amortem
- 2008: Rabies

### Con Natsipaska
- 1998: Suunnitelma 9
- 1999: Savo-Texas Sexmachine
- 2000: Asfalttisoturit

### Con Reduced To Ash
- 1999: Club Demonique

### ConBattlelore
- 2002: ...Where the Shadows Lie
- 2003: Sword's Song